# Maria Mercè Roca i Perich
Pour les articles homonymes, voir Mercè, Roca et Perich (homonymie).
Maria Mercè Roca i Perich, née le 19 juillet 1958 à Portbou (Gérone), est une femme de lettres et une femme politique espagnole. Elle est députée au Parlement de Catalogne pour la Gauche républicaine de Catalogne (ERC) de 2003 à 2010 et conseillère municipale de Gérone depuis 2015. Elle est doyenne de l'Institution de littérature catalane Institució de les Lletres Catalanes depuis mai 2022.

## Biographie

### Jeunesse
Maria Mercè Roca i Perich est née le 19 juillet 1958 à Portbou dans l'Alt Empordà, en Catalogne. Elle s'installe à Gérone à l'âge de seize ans. Elle étudie la philologie catalane, mais elle ne termine pas son cursus.

### Carrière littéraire

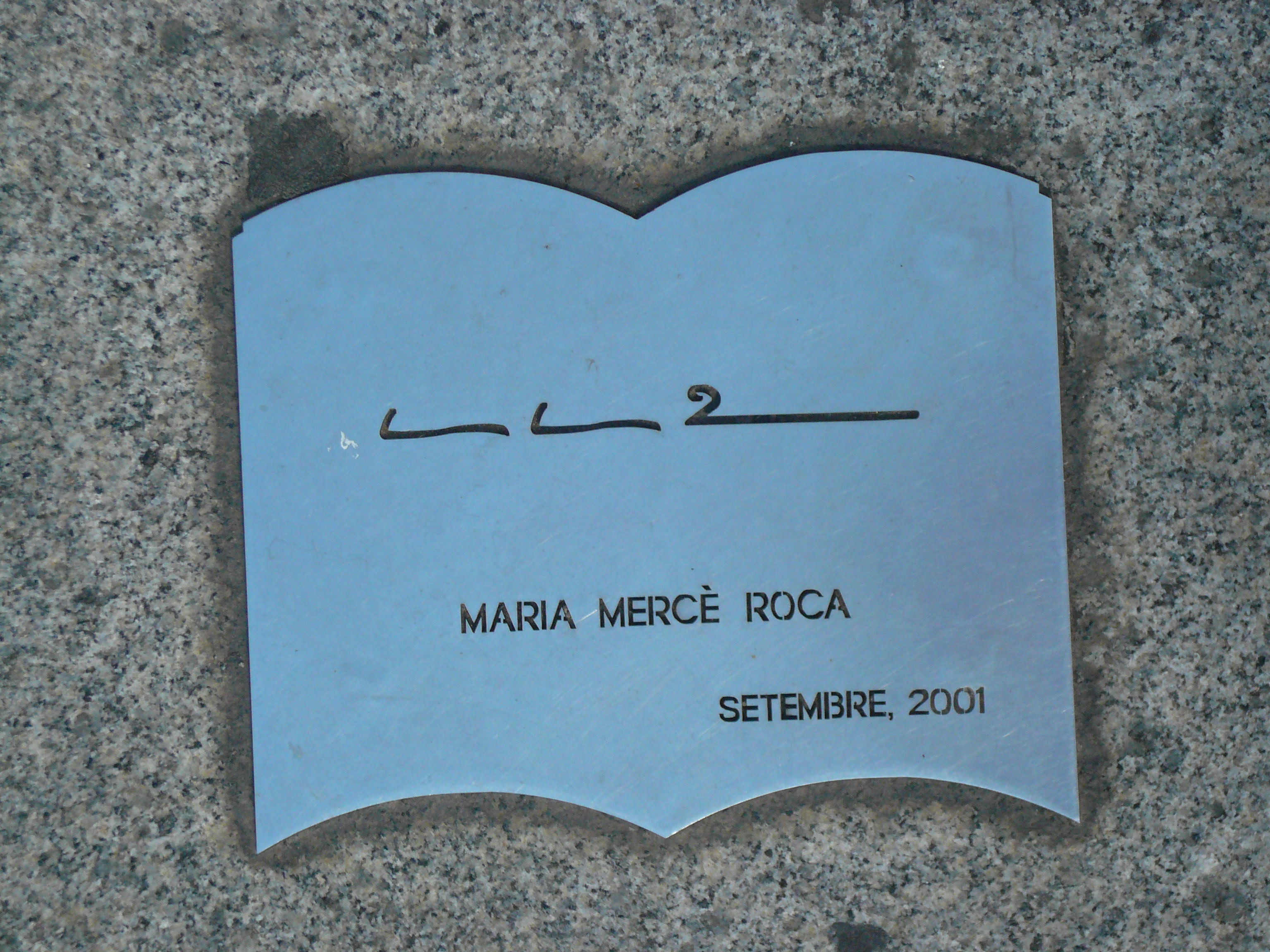
Plaque avec la signature de Maria Mercè Roca au pied du monument au livre de Barcelone

Maria Mercè Roca enseigne le catalan pendant de nombreuses années. Elle poursuit une carrière littéraire : elle écrit des contes et des romans, ainsi que le scénario de la série télévisée Secrets de família, diffusée sur TV3. Sa carrière est récompensée par divers prix littéraires et ses livres sont traduits en castillan, basque, français, allemand et néerlandais.
Elle est, de 2011 à 2015, vice-présidente de l'Associació d'Escriptors en Llengua Catalana

### Activité politique
Maria Mercè Roca est élue députée au Parlement de Catalogne aux élections législatives de 2003 sur la liste d'Esquerra Republicana de Catalunya (ERC). Elle est membre de l'association politique Catalunya 2003 (ca).
En 2006, elle est membre fondatrice de la plateforme Sobirania i Progrés (ca) qui défend le droit à l'autodétermination de la Catalogne.
Elle est réélue députée aux élections au Parlement de Catalogne de 2006. Elle préside la commission de la culture à partir de 2007. Son mandat prend fin en 2010.
Aux élections municipales de 2015, elle est tête de liste d'ERC à Gérone. Son parti obtient quatre sièges.

## Œuvres

### Narrative brève
- 1986 Ben Estret
- 1986 Sort que hi ha l'horitzó
- 1987 El col·leccionista de somnis
- 1988 La veu del foc
- 1988 Capitells
- 1994 L'escrivent i altres contes
- 2001 Contes personals: Tria a cura de Carles Cortès
- 2006 Kenitra

### Roman
- 1987 Els arbres vençuts
- 1987 El present que m'acull
- 1988 Perfum de nard
- 1988 Com un miratge
- 1990 La casa gran
- 1990 Temporada baixa
- 1992 Greuges infinits
- 1993 Cames de seda
- 1998 L'àngel del vespre
- 1999 Temps de perdre
- 2000 Delictes d'amor
- 2002 Una mare com tu
- 2003 L'últim tren
- 2005 Els dies difícils
- 2011 Bones Intencions

### Non-fiction
- 2001 El món era a fora (entrevistes)
- 2005 Coses que fan que la vida valgui la pena

## Prix littéraires
- 1985 Víctor Català pour Sort que hi ha l'horitzó
- 1986 Josep Pla pour El present que m'acull
- 1992 Sant Jordi pour Cames de seda
- 2000 Ramon Llull pour Delictes d'amor
- 2012 Prix Barcanova pour Mil revolts